# Ровинський Дмитро Діомидович
Дмитро́ Діоми́дович Рови́нський (також Демидович) (нар. 1892 (або 1888), Зіньків — 3 листопада 1937, Сандармох) — актор, режисер і театральний діяч. Член Центральної ради УНР.

## Біографія
З українських міщан історичної Гетьманщини, позапартійний.
Професіональну діяльність почав у мандрівних українських трупах. Працював у театрах Києва, Харкова, Полтави, Дніпропетровська (театр Садовського, театр ім. Шевченка та інші), переїхав до Ленінграда в 1930 р., організатор і директор державного українського театру «Жовтень», проживав: наб. р. Мойки, д. 24, кв. 22.
Арештований 14 листопада 1931 року. Виїзною сесією Колегії ОДПУ в м. Ленінград 21 березня 1932 засуджений за ст. 58-11 КК РРФСР на 5 років концтабору. Відбував покарання у Свірському таборі, де працював, зокрема, завідувачем гужового транспорту. Засуджений нарсудом Лодейнопольського району при Свірлагу 30 листопада 1935 р. за ст. 111 КК РРФСР (злочинна недбалість) до 1 року додатково. Переведений у Соловки (табірні пункти Анзер і Кремль), де працював у табірному театрі.
Постановою окремої трійки Управління НКВД СРСР по Ленінградській області від 9 жовтня 1937 року дістав найвищу кару (розстріл). Вивезений з островів з великим етапом в'язнів Соловецької тюрми і страчений 3 листопада 1937 р. в урочищі Сандармох, що лежить поблизу Повенецької затоки Онезького озера, більш як за 15 км від робітничого селища Медвежа Гора (нині Медвеж'єгорськ, Республіка Карелія, РФ). Радянська історіографія, як це часто робилося в подібних випадках, у довідниках подавала вигадану дату його смерті — 28 березня 1942 року.

## Ролі і вистави
Серед ролей — Перелесник, Юда («Лісова пісня», «На полі крові» Лесі Українки), Хвенько («Сорочинський ярмарок» Старицького), Осип («Ревізор» М. Гоголя), Грозной («Любов Ярова» Треньова), Старий Вітіг («Візник Геншель» Гауптмана).
Серед його вистав — «Наталка Полтавка» І. Котляревського, «Гайдамаки» за Т. Шевченком в інсценізації Л. Курбаса, «Вій» Остапа Вишні за М. Гоголем і М. Кропивницьким, «97» М. Куліша, «Мандат» Ердмана, «Моральність пані Дульської» Г. Запольської та інші.